# Ефект пам'яті форми
У металургії сплав із пам'яттю форми (англ. shape-memory alloy (SMA)) — це сплав, який може деформуватися при охолодженні, але повертається до своєї попередньо недеформованої («запам'ятованої») форми при нагріванні. Він також відомий під іншими назвами, такими як метал із пам'яттю, сплав із пам'яттю, розумний метал, розумний сплав і м'язовий дріт. «Запам'ятовувана геометрія» може бути змінена шляхом фіксації бажаної геометрії та піддавання її термічній обробці, наприклад, дріт можна навчити запам'ятовувати форму гвинтової пружини.
Деталі, виготовлені зі сплавів із пам'яттю форми, можуть бути легкою твердотільною альтернативою звичайним приводам, таким як гідравлічні, пневматичні та моторні системи. Вони також можуть бути використані для створення герметичних з'єднань у металевих трубах, а також можуть замінити замкнутий контур датчика-приводу для контролю температури води шляхом регулювання співвідношення потоків гарячої та холодної води.

## Ефект

Рис. 1

Щоб зрозуміти ефект пам'яті форми, достатньо раз побачити його прояв (див. рис 1). Що відбувається?
1. Є металевий дріт.
2. Цей дріт згинають.
3. Починаємо нагрівати дріт.
4. При нагріванні дріт розпрямляється, відновлюючи свою вихідну форму.

### Суть явища
1. У вихідному стані в матеріалі існує певна структура. На малюнку вона позначена правильним квадратом.
2. При деформації (в цьому випадку згинання зовнішні шари матеріалу витягуються, а внутрішні стискаються (середні залишаються без зміни). Ці витягнуті структури — мартенситні пластини, що не є незвичайним для металевих сплавів. Незвичайним є те, що у матеріалах з пам'яттю форми мартенсит термопружний.
3. При нагріванні починає проявлятися мартенситних пластин, тобто в них виникають внутрішні напруги, які прагнуть повернути структуру у вихідний стан, тобто стиснути витягнуті пластини і розтягнути сплюснуті.
4. Оскільки зовнішні витягнуті пластини стискаються, а внутрішні сплюснуті розтягуються, матеріал загалом проводить автодеформацію у зворотний бік і відновлює свою вихідну структуру, а разом із нею форму.

## Інтернет-ресурси
Вікісховище має мультимедійні дані за темою: Ефект пам'яті форми
Veritasium — How NASA Reinvented The Wheel